# Tefta Tashko-Koçová
Tefta Tashko-Koçová (2. listopadu 1910 Fajjúm – 29. prosince 1947 Tirana) byla albánská operní pěvkyně a sopranistka narozená v Egyptě. Je považována za jednu z nejvlivnějších osobností 20. století v albánsky mluvícím světě.
Narodila se v albánské rodině v egyptském Fajjúmu. V roce 1921 se rodina přestěhovala do albánského města Korçë, v roce 1927 odešla Tefta do Francie studovat zpěv na konzervatoři v Montpellier. V letech 1932 až 1936 studovala zpěv na Pařížské konzervatoři u André Gresse. V roce 1936 se natrvalo vrátila do Albánie, kde se stala hvězdou místní operní scény, ale nahrávala i lidové písně, městský folklór a šlágry. Mnoho písní pro ni napsal albánský skladatel Kristo Kono, často spolupracovala s klavíristkou Lolou Gjokaovou. Od jeho založení v roce 1938 pravidelně vystupovala v Rádiu Tirana. Nečekaně zemřela v roce 1947, ve věku 37 let. Posmrtně jí byl udělen titul Národní umělec Albánie.